# Sella Nuova
Sella Nuova  (Sella Noeuva in dialetto milanese, AFI: [ˈsɛla ˈnøːa]), rinvenibile anche nelle grafie Sellanuova, Sella Nova e Sala Nuova, è un quartiere  del comune di Milano. Amministrativamente è diviso tra il Municipio 6 (Barona, Lorenteggio) e il 7 (Baggio, De Angeli, San Siro).
Sella Nuova costituì un comune autonomo fino al 1869, quando venne aggregato al comune di Baggio, a sua volta nel 1923 aggregato a Milano.

## Storia
Il toponimo, già attestato nel 1346, trae origine da Sala Nuova, dove sala stava per "abitazione signorile e deposito di derrate alimentari" ed indicava l'antico complesso originariamente appartenente alla famiglia Torriani, poi divenuto dei Visconti. Tale nucleo originario è oggi incorporato nella cascina Sellanuova.
(G.B.Rampoldi, Corografia dell'Italia, Milano per Antonio Fontana, 1832)
Nel 1786, nell'ambito della suddivisione del territorio milanese in pievi, apparteneva alla Pieve di Cesano Boscone, e confinava con Quarto Cagnino a nord, coi Corpi Santi ad est, col Lorenteggio a sud, e con Baggio ad ovest.
In età napoleonica, alla proclamazione del Regno d'Italia contava 135 abitanti. Nel 1808 Sella Nova fu annessa per la prima volta a Milano per volere del governo di Napoleone, recuperando l'autonomia nel 1816 con la costituzione del Regno Lombardo-Veneto.
Nel censimento del 1861 il Comune di Sellanuova, come ne era stato modernizzato il nome, contava 333 abitanti. Fu definitivamente soppresso venendo annesso a Baggio, alla cui parrocchia apparteneva, nel 1869. Alla fine, nel 1923 anche il Comune di Baggio fu soppresso e annesso alla città di Milano.
Al giorno d'oggi la memoria dell'antico toponimo resta legato all'omonima cascina e alla via sulla quale questa sorge mentre il quartiere è popolarmente conosciuto come la zona orientale di Baggio, pur ospitando il capolinea di Bisceglie della linea 1 della metropolitana di Milano e l'ospedale militare.

## Altre località

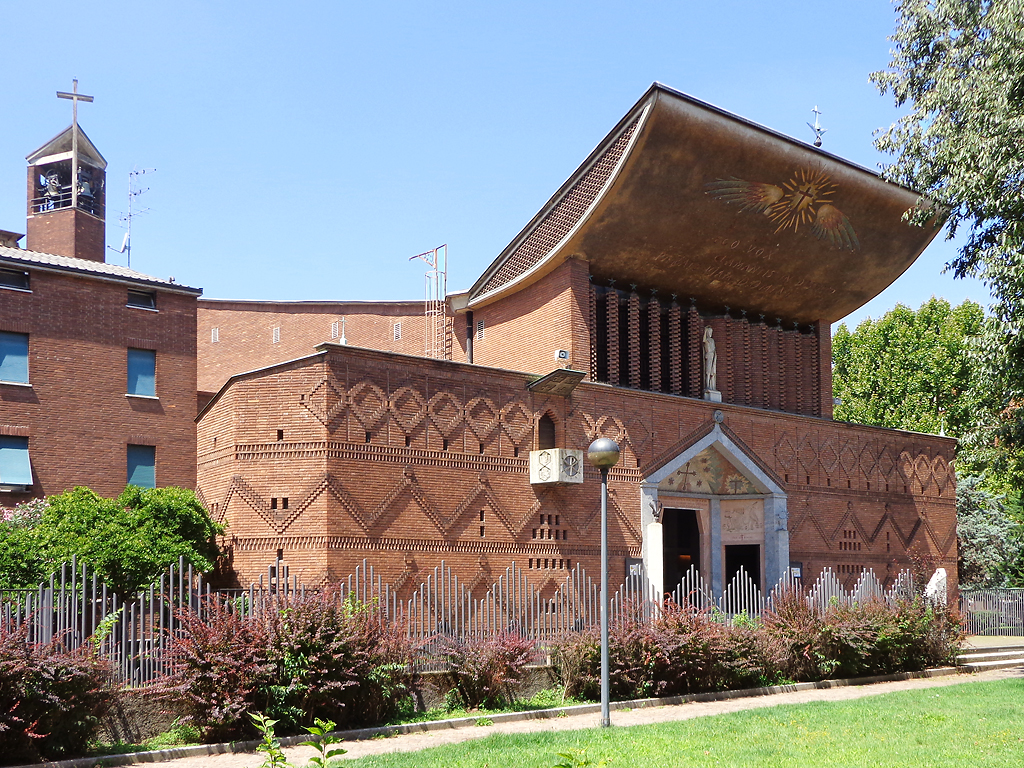
Esterno della chiesa di San Giovanni Battista alla Creta

### Creta
Cascina Creta, o più semplicemente Creta, (Cassina Crea in dialetto locale) è il nome di una località compresa dentro il quartiere di Sella Nuova.
L'area, che si sviluppa tra Via Saint Bon e Via Filippo Maria Beltrami, prende il nome da due antiche cascine, Cascina Creta Vecchia e Cascina Creta Nuova.

### Quartiere Assisi
Il Quartiere Assisi è un quartiere che si trova all'interno di Sella Nuova, parte della periferia della Zona 6.
Comprende diverse vie, come Via del Passero, Via dell'Allodola, Via dell'Usignolo, Via della Capinera, Via del Cardellino, Via Carozzi e Via Ciconi. Quasi tutte queste vie sono chiamate con il nome di diversi volatili, poiché San Francesco d'Assisi (da cui il nome del quartiere) era un amante di questi animali. La chiesa principale del quartiere è la parrocchiale di San Giovanni Battista alla Creta, progettata dall'architetto Giovanni Muzio nella seconda metà degli anni cinquanta.

## Infrastrutture e trasporti
- Linea M1: stazioni di Bisceglie, Inganni e Primaticcio

Il quartiere di Sella Nuova è attraversato longitudinalmente dal tratto iniziale della strada provinciale che collega Milano ad Abbiategrasso. All'interno del quartiere, questa strada assume i nomi di Viale Legioni Romane, Via Berna, Via Zurigo e Via Ferruccio Parri.
Nel quartiere sono presenti tre stazioni della linea M1 della metropolitana di Milano, Bisceglie, Inganni e Primaticcio. Inoltre, poco distante dal confine con il quartiere si trova, all'interno dell'attiguo quartiere di Arzaga, la stazione di Bande Nere.
Varie linee di autobus, gestite da ATM, collegano Sella Nuova ai quartieri limitrofi e al centro di Milano. Inoltre, presso la stazione della metropolitana di Via Bisceglie, si trova un'autostazione che funge da capolinea per varie autolinee interurbane provenienti dall'area occidentale della città metropolitana.